# 多安謝希爾
多安謝希爾是土耳其的城鎮，由馬拉蒂亞省負責管轄，位於該國南部，距離首府馬拉蒂亞58公里，面積1,240平方公里，主要經濟活動是農業，2008年人口11,015。

## 外部連結
- Doğanşehirliler Derneği, Malatya（页面存档备份，存于）
- Doğanşehir ilçe Emniyet Müdürlüğü

38°05′45″N 37°52′45″E / 38.0958°N 37.8792°E